# Agnieszka Ellward
Agnieszka Ellward (ur. 26 marca 1989) – polska lekkoatletka specjalizująca się w chodzie sportowym.

## Kariera
Reprezentantka kraju. Mistrzyni Polski w chodzie na 50 kilometrów w 2018 i 2019. Srebrna (2020) i brązowa medalistka mistrzostw Polski w lekkoatletyce na dystansie 20 kilometrów (2017) i (2022). Srebrna (2022) i brązowa medalistka mistrzostw Polski w lekkoatletyce na dystansie 35 kilometrów (2023). Brązowa medalistka Mistrzostw Polski na dystansie 5000 m (2020). Halowa mistrzyni Polski w chodzie na 3000 metrów (2020) oraz dwukrotna wicemistrzyni na tym samym dystansie (2017 i 2019). Uczestniczka Mistrzostw Europy Berlin 2018. Jest trzykrotną rekordzistką Polski na dystansie 50 kilometrów, który to dystans pokonała w czasie 4:31:19 na Pucharze Europy w Olicie, zajmując 16 pozycję.
Jej siostra – Syntia także uprawiała lekkoatletykę (biegi średniodystansowe).

## Rekordy życiowe
- Chód na 50 kilometrów – 4:31:19 (2019) rekord Polski[9]